# Ернест Генрі Нікель
Ернест (Ерні) Генрі Нікель (уроджений Ернст Генріх Нікель; народився 31 серпня 1925 року в Лауті, Онтаріо, помер 18 липня 2009 року) — мінералог з Канади, який емігрував до Австралії. Найбільш знаний як редактор дев'ятого видання класифікації мінералів Нікеля-Штрунца разом з Карлом Гуго Штрунцем.

## Освіта
Нікель отримав диплом бакалавра у 1950 р., магістра — у 1951 році в Макмастерському університеті в Гамільтоні. Ступінь доктора філософії він отримав у Чиказькому університеті в 1953 році.

## Робота
Після навчання працював у Канадському департаменті гірничотехнічних вишукувань (CANMET). У 1971 році переїхав до Австралії для роботи в Організації наукових та промислових досліджень Співдружності (CSIRO). Продовжував працювати там навіть після виходу на пенсію в 1985 році.
Е. Г. Нікель був президентом мінералогічної асоціації Канади з 1970 по 1971 рік. Він був представником Австралії у старій Комісії з питань нових мінералів та мінеральних назв (CNMMN/IMA) з 1974 року, а також був віцеголовою CNMMN на боці канадського голови Джозефа (Джо) А. Мандаріно (1983—1994). Нікель створив «Базу даних мінералів» разом з Монте С. Ніколс і опублікував понад 120 статей та книг. Разом з Доріаном Смітом він допомагав контролювати підкомітет IMA з питань неназваних мінералів, який перелічував неназвані мінерали в літературі, і збільшив список затверджених видів мінералів з менш ніж 3 000 до понад 4 000. Він зробив 24 перші описи мінералів, включаючи купрошпінель, ніокаліт, воджініт, каррбойдит, нікельбльодит, отуеїт, нуллагініт та камбалдаїт.
Нікель отримав численні відзнаки за свою роботу. Його іменем названий мінерал ернінікеліт з групи халькофаніту.

## Вибрані публікації
- Nickel, Ernest H.; Nichols, Monte C. (1991). Mineral reference manual. New York: Van Nostrand Reinhold. ISBN 978-0442003449.
- Strunz, Hugo; Nickel, Ernest H. (2001). Strunz mineralogical tables: chemical-structural mineral classification system (вид. 9). Stuttgart: Schweizerbart. ISBN 978-3-510-65188-7.